# Willie Aikens
Willie Mays Aikens (né le 14 octobre 1954 à Seneca en Caroline du Sud, États-Unis) est un ancien joueur de premier but au baseball. Il a joué dans les Ligues majeures pendant 8 saisons, de 1977 à 1985, s'alignant avec les Angels de la Californie, les Royals de Kansas City et les Blue Jays de Toronto.

## Carrière
Willie Aikens est un choix de première ronde (2e joueur sélectionné au total) des Angels de la Californie en 1975. Il fait ses débuts dans les majeures avec les Angels le 17 mai 1977.
Il a connu trois saisons d'au moins 20 coups de circuit : la première avec 21 longues balles chez les Angels en 1979, puis des campagnes de 20 et 23 circuits avec les Royals de Kansas City en 1980 et 1983.
Transféré aux Royals après la saison 1979, il connaît sa meilleure saison en offensive en 1980 avec 98 points produits. Il joue un rôle important dans les succès de son équipe, qui atteint les séries éliminatoires cette saison-là ainsi que la suivante, et se distingue par son coup de bâton avec une moyenne offensive de ,375 en matchs d'après-saison. Les Royals s'inclinent devant les Phillies de Philadelphie en Série mondiale 1980, mais Aikens devient le premier joueur de l'histoire à connaître plus d'un match de 2 coups de circuits en série finale. Cet exploit n'a depuis été réédité qu'une fois, par Chase Utley des Phillies en 2009.
Aikens, un joueur de premier but est transféré aux Blue Jays de Toronto après la saison 1983 en retour du frappeur désigné Jorge Orta. La transaction survient après que Aikens, deux coéquipiers (Willie Wilson et Jerry Martin) et un ancien Royal (Vida Blue) aient plaidé coupables à des accusations d'avoir tenté d'acheter de la cocaïne. Aikens est suspendu par l'équipe avant d'être échangé à Toronto. Les Jays utiliserons Aikens comme frappeur désigné au cours des deux saisons suivantes.
En 774 parties réparties sur 8 saisons dans les majeures, Willie Aikens a frappé dans une moyenne au bâton de ,271 avec 675 coups sûrs, 110 circuits, 415 points produits et 301 points marqués.

## Emprisonnement
Les problèmes de drogue de Aikens se poursuivirent après la fin de sa carrière de baseballeur. En 1994, à l'âge de 40 ans, il fut condamné à 20 ans de prison pour trafic de crack. Il fut libéré en 2008 d'une prison fédérale de Jesup, en Géorgie, après 14 ans derrière les barreaux.